# Aquasol
Aquasol es un parque acuático de Argentina ubicado en el kilómetro 386 de la Autovía 2, que atraviesa la provincia de Buenos Aires desde la ciudad de Mar del Plata hasta la Ciudad de Buenos Aires.
El predio, considerado uno de los más importantes de Latinoamérica, tiene 26 atracciones acuáticas, entre los que se incluyen varios toboganes gigantes y una playa ficticia. Llegó a recibir 200 mil visitas anuales. Está ubicado en Mar del Plata, partido de Gral. Pueyrredón, sobre 200 mil metros cuadrados. Tiene la pileta de olas artificiales más grande del país. 
Debido a la pandemia originada por el COVID-19 y a problemas económicos que el parque venia arrastrando desde hace un tiempo, el parque cerró sus puertas definitivamente. Posteriormente, el predio fue adquirido por grupo inversor extranjero , quien realizó distintas obras de embellecimiento y agregó nuevas atracciones. El parque reabrió sus puertas al público, con una nueva impronta, el día 17 de enero de 2024, fecha en la cual se realizó el acto de reinauguración con la presencia del gobernador de la provincia de Buenos Aires Axel Kicillof, autoridades provinciales, autoridades municipales y empresarios locales. 
El nuevo parque, con un estilo más moderno y natural que el anterior, se define como Ecoparque Acuático, debido a la presencia de abundante vegetación, preservación de hábitats naturales, uso de elementos ecológicos y la presencia de animales de corral tales como patos, pavos y cabras que deambulan libremente por el parque.
Es importante destacar que entre sus instalaciones, el visitante tiene la posibilidad de alquilar mesas de camping, lockers, camastros, espacios de sombra, fogones y parrillas. Si bien el parque cuenta con varios puntos de venta de comidas frías y calientes, el parque permite el ingreso de alimentos y bebidas de todo tipo, pero por razones de seguridad, prohíbe el ingreso de envases y vasos de vidrio.

## Atracciones

### Nivel Bajo
- Castillo Encantado
- El Chita
- Los Rápidos
- Piscina Gigante
- Plaza de Agua
- Río Loco
- Tsunami
- Aqualandia

### Nivel Medio
- Alfacentauro
- Jumbo
- Tornado
- Twist
- Zig Zag
- Boomerang
- Pistas Rápidas
- Piscina Gigante con Olas

### Nivel Extremo
- Tirolesa
- Vulcano
- Extreme Ice
- Match 5
- Flowave
- Kamikaze
- Black Hole
- Loop
- Crazy Bee

## Aquasol Córdoba
El 6 de diciembre de 2015 la empresa Aquasol lanzó un vídeo por YouTube dando a conocer la construcción de un nuevo parque acuático en el centro de la Argentina, en la provincia de Córdoba. Fue anunciado como el parque acuático más grande y tecnológico de América, con 300 mil metros cuadrados. Estaría ubicado sobre la Ruta Provincial C45 en el departamento de Santa María, a 12 minutos de la ciudad de Carlos Paz y 15 minutos de la ciudad de Córdoba Capital. Estaba previsto que tuviera 30 juegos atractivos de avanzada. 